# Ratiševina
Ratiševina (cyr. Ратишевина) – wieś w Czarnogórze, w gminie Herceg Novi. W 2011 roku liczyła 130 mieszkańców.